# Felice Catalano di Melilli
Felice Catalano di Melilli (Catania, 24 gennaio 1914 – 30 marzo 2003) è stato un diplomatico italiano, Segretario generale del Ministero degli Affari Esteri dal 1965 al 1966 e, successivamente, Gran Cancelliere del Sovrano militare ordine di Malta.

## Biografia
Discendente da famiglia iscritta all'ordine nobiliare siciliano, Felice Catalano di Melilli accede alla carriera diplomatica nel 1938.
Nel 1945 è Primo Segretario dell'Ambasciata italiana a Washington. Il 7 maggio 1946 è creato barone motu proprio del principe Umberto di Savoia, Luogotenente del Regno.
Nel 1965 svolge funzioni di Segretario generale del Ministero degli Affari Esteri, sino al 1966. È poi ambasciatore al Cairo dal '67 al '69; consigliere diplomatico del Presidente del Consiglio con Moro, Leone e Rumor dal '69 al '71; Rappresentante permanente presso il Consiglio atlantico a Bruxelles dal '71 al 1º febbraio 1979, giorno del suo collocamento a riposo.
Dal 15 febbraio 1980 al 19 aprile 1997, Catalano di Melilli è nominato Gran Cancelliere dell'Ordine di Malta, carica subordinata solo al Gran maestro, con attribuzioni paragonabili a quelle di un Ministro dell'interno e di un Ministro degli esteri.
Suo figlio Antonio Catalano Di Melilli è stato anch'egli un diplomatico di carriera ed è stato ambasciatore d'Italia a Lisbona e a Copenaghen. Il figlio di Antonio, Andrea, nonché nipote di Felice Catalano Di Melilli, è dal 2024 ambasciatore italiano nel Bahrein.